# Голеш (Травник)
Голеш је насељено мјесто у Босни и Херцеговини, у општини Травник, које административно припада Федерацији Босне и Херцеговине. Према попису становништва из 2013. у насељу је живјело 437 становника.

## Демографија
| Националност       | 1991.        | 1981.        | 1971.        |
| Муслимани          | 554 (51,24%) | 519 (51,90%) | 447 (54,57%) |
| Срби               | 520 (48,10%) | 476 (47,60%) | 371 (45,29%) |
| Хрвати             | 2 (0,18%)    | 1 (0,10%)    | 1 (0,12%)    |
| Југословени        | 0            | 2 (0,20%)    | 0            |
| остали и непознато | 5 (0,46%)    | 2 (0,20%)    | 0            |
| Укупно             | 1.081        | 1.000        | 819          |